# Илочко властелинство
Илочко властелинство настаје 1697. године као поклон породици Одескалчи за новчану помоћ коју је папа Иноћентије XI (Benedetto Odescalchi) дао цару Леополду I за одбрану Беча приликом турске опсаде 1683. 
Први власник поседа 1697 године је био Ливио Одескалчи који се истакао као један од војсковођа приликом опсаде Беча 1683 године. Цар Леополд I именује Ливио Одескалчија за сремског властелина са правом ковања властитог новца и правом доделе титула.
Према попису из 1736/37 Илочко властелинство је подељено на 2 дела: 
- Илочко горњосремско властелинство (са 16 насеља: Илок, Моловин, Сот, Пакледин, Љуба, Сусек, Свилош, Грабово, Лежимир, Бингула, Мартинци, Кузмин, Бачинци, Ердевик, Дивош, Ремета).
- Иришко доњосремско властелинство (са 19 насеља: Ириг, Ривица, Врдник, Бешеново, Шуљам, Гргуревци, Манђелос, Кукињаш, Шатринци, Крушедол, Марадик, Вишњевци, Велики Радинци, Бешка,Чортановци, Патка, Павловци, Стејановци).